# Герб Брюсселя
Герб Брюсселя — официальный символ столицы Бельгии. 

## Описание
Герб Брюсселя имеет геральдический французский щит, основное поле закрашено красным цветом. В центре щита изображён архангел Михаил с копьём и щитом в руках. Особенностью этого изображения является отсутствие плаща и круглый щит с георгиевским крестом в руках. Копьём, верхушка которого изображается в виде креста, Архангел убивает крылатого дьявола, изображённого чёрным цветом.  
Впервые фигура архангела Михаила появилась в Брюсселе в XIII веке и присутствовала на печатях города. На гербе Брюсселя архангел Михаил был изображён с XVI века. В современном виде герб утверждён в 1844 году. В некоторых случаях герб города изображается украшенным золотым королевским венцом с красными и зелёными драгоценными камнями.